# Недалеко от Бродвея
«Недалеко от Бродвея» (англ. Just Off Broadway) — криминальная комедия режиссёра Герберта И. Лидса, которая вышла на экраны в 1942 году.
Это шестой фильм из семи фильмов киноцикла, в котором актёр Ллойд Нолан сыграл частного детектива Майкла Шейна. В этом фильме Майкл Шейн, избранный присяжным на процессе об убийстве, становится свидетелем того, как неизвестный прямо в зале суда убивает ключевого свидетеля и скрывается. Решив самостоятельно разобраться с этим делом, Майкл среди ночи сбегает из гостиницы, в которой должен находиться в изоляции, и вместе с репортёром Джуди Тейлор (Марджори Уивер) вступает в контакт с несколькими свидетелями, в итоге устанавливая имя истинного преступника и мотивы его действий. На следующее утро в суде Майкл представляет необходимые доказательства, позволяющие изобличить преступника, убившего трёх человек, и оправдать подсудимую (Дженис Картер). Успешно завершив дело, Майкл тем не менее получает от судьи 60 дней ареста за неуважение к суду.
Фильм получил высокие оценки критики за увлекательный сюжет, высокий темп повествования и качественную актёрскую игру, при этом было обращено внимание на серию неправдоподобных эпизодов, особенно, в кульминации фильма в зале суда, когда Майкл Шейн фактически берёт на себя прокурорские функции.

## Сюжет
В Нью-Йорке в течение двух недель идёт судебный процесс об убийстве, на котором одним из присяжных заседателей является частный детектив Майкл Шейн (Ллойд Нолан). Светская красавица Лилиан Хаббард (Дженис Картер) обвиняется в убийстве своего жениха Харли Форсайта. В ходе процесса свидетельница обвинения, сексуальная певица из ночного клуба «Дельфин» Рита Дарлинг (Джоан Валери), у которой ранее был роман с Форсайтом, даёт показания, что видела Лилиан около квартиры Форсайта в 9:30 вечера, то есть как раз в то время, когда было совершено убийство. Затем адвокат Джон Логан (Ричард Дерр), защищающий Лилиан, вызывает для дачи показаний дворецкого Генри Рэндольфа (Лейланд Ходжсон), который работает в квартире по соседству с Лилиан. Рэндольф даёт показания, что видел, как Лилиан вернулась домой в 7:15 и никуда не выходила до 9:00. Когда при перекрёстном допросе прокурор заставляет Рэндольфа колебаться в своих ответах, таинственный бородатый мужчина поднимается с места в задних рядах и бросает в Рэндольфа метательный нож, с большого расстояния попадая ему в сердце и убивая на месте. В возникшей суматохе Шейн незаметно прячет орудие убийства, втыкая нож снизу скамьи присяжных.
После окончания заседания Шейна, как и других присяжных, доставляют в гостиницу, где они находятся в строгой изоляции в течение всего процесса. Поздно вечером, обманом дав снотворное своему соседу по комнате, Шейн тайно покидает гостиницу и приезжает в зал суда, чтобы забрать нож. Там он встречает Джуди Тейлор (Марджори Уивер), репортёра и свою бывшую подругу, которой он когда-то делал предложение. Джуди уже нашла нож и требует, чтобы Шейн подключил её к своему расследованию, в противном случае угрожая донести на него в полицию за нарушение порядка содержания присяжных. Она полагает, что Рэндольфа убили с целью помешать оправданию Лилиан, а Рита Дарлинг лжёт.
Майкл и Джуди направляются на квартиру, где работал Рэндольф, устанавливая, что дворецкий не мог ни видеть, ни слышать, как приходит и уходит Лилиан, а значит он лжесвидетельствовал. Понимая, что столь точный смертельный бросок, да ещё и специальным ножом мог осуществить только профессионал, Шейн ведёт Джуди в эстрадный театр, где выступает известный метатель ножей граф Эдмонд Тельмахио (Александер Локвуд). В его гримёрке Шейн обнаруживает нож, идентичный тому, которым был убит Рэндольф. Неожиданно появившийся Тельмахио бросает в Шейна метательный топорик, сбивая его с ног. Сразу после этого, получив по телефону срочное приглашение на встречу, Тельмахио стремительно уезжает, а Шейн вместе с Джуди, прочитав по следам на бумаге адрес, куда направился метатель, идут по его следу. Они оказываются на торговом складе, где находят тело только что задушенного Тельмахио, а в его кармане брошь в форме дельфина с надписью «Рите от Джорджа». Они отправляются в клуб «Дельфин», который принадлежит Джорджу Долфину (Дон Костелло), главной звездой которого является Рита Дарлинг. Рита отрицает, что брошь принадлежит ей, хотя и признаёт, что встречалась с Форсайтом до Лилиан и была влюблена в него. Когда появившийся Джордж выгоняет Шейна из клуба, тот направляется к ювелиру Сидни Арно (Фрэнсис Пирло), изготовившему брошь. Арно когда-то был тестем убитого Форсайта, а его дочь покончила с собой из-за измены мужа. Шейн убеждает ювелира дать показания в суде на следующий день. Затем Шейн отправляет прокурору письмо с информацией о проведённом расследовании и инструкциями, как, по его мнению, надо действовать на следующий день в суде. По возвращении в гостиницу Шейн сталкивается с газетным фоторепортёром Роем Хиггинсом (Фил Сильверс), который следил за ним всю ночь и несколько раз успел сфотографировать его в городе.
На следующее утро в суде как Рита, так и Джордж отрицают, что знали о броши, и заявляют, что они невиновны в убийствах. Далее, с согласия прокурора, Шейн берёт процесс в свои руки, и прямо со скамьи присяжных вызывает адвоката Логана, устраивая ему допрос. Адвокат признается, что с детства любил Лилиан, и потому был против того, чтобы она выходила замуж за Форсайта, который был ловеласом с сомнительной репутацией. Лилиан в свою очередь заявляет, что до 9:00 была у себя дома, а в 9:30 приехала к Форсайту, чтобы объявить о разрыве помолвки, так как поняла, что не любит его. Там она обнаружила труп Форсайта, после чего сразу же позвонила своему адвокату Логану. Шейн далее сообщает, что Логан в своё время добился оправдания Тельмахио по делу об убийстве, а также знал об уголовном прошлом Рэндольфа и подкупил его. Затем Шейн допрашивает Арно, который сообщает, что в своё время Форсайт был женат на его дочери, которая из-за постоянных измен мужа покончила с собой. Арно говорит, что ненавидел Форсайта, но не убивал его, а истинным убийцей является Логан. Шейн поясняет, что когда подозреваемой в убийстве стала Лилиан, Логан решил отвести от неё опасность, подставив Риту и Джорджа. Для подстраховки Логан заказал у Арно и ещё одного ювелира метательные ножи, одним из которых Тельмахио по его указанию убил Рэндольфа. Он также заказал брошь, которую затем подкинул убитому им Тельмахио, который мог стать опасным для него свидетелем. Логана арестовывают за убийства Форсайта и Тельмахио и организацию убийства Рэндольфа, после чего судья приговаривает Шейна к тюремному заключению на шестьдесят дней за грубое нарушение судебных норм.

## В ролях
- Ллойд Нолан — Майкл Шейн
- Марджори Уивер — Джуди Тейлор
- Фил Сильверс — Рой Хиггинс
- Дженис Картер — Лилиан Хаббард
- Ричард Дерр — Джон Логан, адвокат
- Джоан Валери — Рита Дарлинг
- Дон Костелло — Джордж Долфин
- Честер Клют — Сперти, член жюри присяжных
- Фрэнсис Пирло — Сидни Арно, ювелир
- Грант Ричардс — окружной прокурор Джон Ф. Макгонагл
- Джордж М. Карлтон — судья Роберт Уолтерс
- Александер Локвуд — граф Эдмонд Телмахио
- Уильям Хааде — сторож на складе
- Лейланд Ходжсон — Генри Рэндольф, дворецкий
- Оскар О’Ши — Поп, вахтёр в театре

## Создатели фильма и исполнители главных ролей
Режиссёр фильма Герберт И. Лидс поставил за свою карьеру, хватившую период с 1927 по 1952 год, 40 полнометражных фильмов, большинство из которых были фильмами категории В. Среди наиболее известных его картин — «Жизнь Джимми Долана» (1933), «Ямочки» (1936), «Возвращение Сиско Кида» (1939), «Мистер Мото на опасном острове» (1939) и «Чарли Чан в городе тьмы» (1939), а также ещё три фильма с Ллойдом Ноланом в качестве детектива Майкла Шейна — «Человек, который не умирал» (1942), «Синий, белый и идеальный» (1942) и «Время убивать» (1942).
Актёр Ллойд Нолан более известен благодаря своим злодеям (как серьёзным, например, в фильме «Техасские рейнджеры» (1936), или комичным, как в «Лемон Дроп Киде» (1951)). Он также памятен по ролям хороших полицейских в фильмах «Джимены» (1935), «Дом на 92-й улице» (1945), «Где-то в ночи» (1946) и «Двое умных людей» (1946). Позднее Нолан плодотворно работал на телевидении, в частности, играл постоянную роль доктора в телесериале «Пейтон Плейс» (1957) и отца — в сериале «Сьюзен Слейд» (1961). По мнению историка кино Дэвида Вайнярда, «Нолан идеально подходил на роль Майкла Шейна. Его бруклинский акцент, смешанный с ирландским выговором (на протяжении всего фильма его реплики сопровождает веселая ирландская мелодия), подвижное лицо и удачные кадры делают его версию Майкла Шейна идеальной для экрана. Хотя Майкл у Нолана далеко не такой мрачный и жёсткий, как творение Халлидея».
Ричард Дерр наиболее известен своей ролью в фильме Джорджа Пала по роману Филипа Уайли и Эдвина Балмера «Когда миры столкнутся» (1951), а также ролью в фильме про Чарли Чана «Замок в пустыне» (1942). В конце своей карьеры он сыграл Ламонта Крэнстона по прозвищу Тень, в фильме «Мститель-невидимка» (1958), где предстаёт «без шляпы с широкими полями и плаща, но способным становиться невидимым и затуманивать умы людей». По словам Вайнярда, Марджори Уивер «появилась в трёх фильмах о Майкле Шейне, при этом каждый раз в новой роли. У неё были хорошие отношения с Ноланом, и их совместные сцены были по-настоящему яркими».

## История создания фильма
Это шестой из семи фильмов категории В студии 20th Century Fox, в которых Ллойд Нолан играет частного детектива Майкла Шейна.
Хотя этот фильм и не основан непосредственно на романе Бретта Халлидея, показанное здесь «бесцеремонное обращение с уликами — отличительная черта Майкла Шейна, у которого не бывало улик, которые он не мог бы подправить, применить для подкупа или как-то иначе использовать быстро и без всякого смущения».
Это третье и последнее появление Уивер в киносериале о Майкле Шейне, причём каждый раз она играет другого персонажа. Она сыграла Филлис Брайтон в фильме «Майкл Шейн, частный детектив» (1940) и Кэтрин Вольф — в фильме «Человек, который не умирал» (1942).
Рабочее название этого фильма — «Двенадцать человек на скамье присяжных» (англ. Twelve Men in a Box).
Фильм находился в производстве с 30 апреля по конец мая 1942 года и вышел на экраны 25 сентября 1942 года.

## Оценка фильма критикой
Современные критики оценивают фильм в основном положительно. В частности, историк кино Дерек Уиннерт написал, что «это снятая лёгким галопом приятная, нетребовательная криминальная история с очаровательными актёрскими работами. Нолан находится в центре внимания, придавая фильму цельность и весомость. А Марджори Уивер — просто находка, она прекрасно справляется со своей ролью напарницы по расследованию». Как далее отмечает критик, «сценарий не преподносит серьёзных сюрпризов, хотя сложный, в высшей степени неправдоподобный сюжет интригующе затягивает, а личность злодея достаточно хорошо скрыта». По мнению Уиннерта, «детективные и следственные элементы фильма очень хороши, и первые три четверти часа получаются очень интересными, захватывающими и приносящими удовлетворение, хотя фильм портит его глупая, неправдоподобная комедийная составляющая». В концовке фильма «доверие к нему падает, когда Шейн покидает скамью присяжных, чтобы допросить ключевого свидетеля»… По мнению критика, «должна быть хотя бы доля правды и реальности в этих историях, а этот фильм не считается с этим и слишком часто забывает о том, что должен быть крутым детективным фильмом». Тем не менее, «остроумный и хорошо скомпонованный, продуманный до мелочей сценарий является образцом хорошего детективного кино».
Историк кино Рон Беккер отмечает, что «этот фильм не шедевр, но один из лучших фильмов о Майкле Шейне». Его отличает «бешеный темп, что помогает поддерживать интерес. Хотя фильм вряд ли снят в стиле фильма нуар, у него интересная атмосфера, поскольку все сцены вне помещений происходят ночью». Также критик обращает внимание на то, что «значительная часть фильма происходит в суде, и сцены там сняты очень изобретательно». Кроме того, «комедийные эпизоды сведены к минимуму в отличие от предыдущих фильмов серии», и они «достаточно напряжённые. Комедийные сцены хорошо вписываются в контекст фильма и не кажутся помехой основной сюжетной линии». В конце фильма Шейн, игнорируя всякий порядок, «прямо из ложи присяжных руководит допросом свидетелей как со стороны обвинения, так и защиты. Судья даже разрешает Шейну, присяжному заседателю, провести перекрестный допрос нескольких свидетелей, что, безусловно, не является обычной судебной практикой даже в Нью-Йорке. В финале убийцей оказывается наименее вероятный подозреваемый, и хотя некоторые улики были скрыты от зрителя, пара моментов всё-таки указывала на него». По мнению Беккера, «какой бы абсурдной ни была последняя сцена в зале суда, она всё равно занимательна».
По мнению кинокритика Денниса Шварца, «это энергичный криминальный фильм категории В, который снят качественно и достаточно хорошо сыгран актёрами». Критик далее отмечает, что сценарист Арно Д’Юссо сочинил «неправдоподобный, но забавный» сюжет, а режиссёр Герберт Лидс делает фильм «динамичным и скорее комичным, чем напряжённым».
Вайнярд полагает, что «это самый слабый фильм в серии о Майкле Шейне, который не так уж сильно поражает воображение. Сюжет развивается стремительно, и если загадка и не слишком увлекательна, то все равно забавно наблюдать, как Шейн в исполнении Нолана играет в свои обычные игры с законом и даже пытается сыграть Перри Мейсона, когда выступает в суде с места присяжных и допрашивает подозреваемых, перед тем, как раскрыть преступление».
По мнению историка кино Уолтера Альберта, этот фильм показал, что «сериал явно выдыхается. Нолан, как всегда, привлекателен, но сценарий, в котором Шейн выступает в роли присяжного, который пытается доказать, что судят не того человека,… не выглядит правдоподобным. Я поставлю автору сценария очко за оригинальность (пока Шейн излагал дело со скамьи присяжных, ни судья, ни адвокаты даже не пикнули), но ноль за правдоподобие».